# Morovica-barlang
A Morovica-barlang (bolgárul: Моровица) Bulgáriában található, Lovecs megyében, Glozsene község területén. Ez a terület a Balkán-hegység része. A Morovica kétszintes barlang, teljes hossza 3250 méter, a szintkülönbség benne 162 méter. Az érdeklődő turisták számára a bejárati vízszintes rész van megnyitva, ez 320 méter hosszú. 
A barlang tekintélyes méretű bejárata régóta ismert az ember számára. Emberi és állati maradványok kerültek elő a kései paleolit korból, a neolit korból és az ezt követő időszakokból is. Említésre méltók az itt talált kő- és agyageszközök, örlőkövek. Találtak barlangi medve és hiúzcsontokat. Feliratokat fedeztek fel a trák időszakból és az utolsó bolgár cár, Iván Sisman uralkodásának idejéből is. 
A barlang első tudományos igényű vizsgálója a falu (Glozsene) tanítója, Joto Dinov volt 1910-ben. Ő hívta fel a Teteven városában lévő gimnázium igazgatójának a figyelmét a képződményre, illetve a régészeti leletekre. Az igazgató igazat adott a tanítónak, értesítette Rafail Popov szófiai professzort, aki 1912-ben ásatásokat kezdett a barlangban. Az 1950-es években a régész Nikolaj Dzsambazov tanulmányozta a helyszínt. Paleoornitológusok a pleisztocén rétegekben 5 egykor itt élt madárfaj csontjait azonosították. 

## Fordítás
- Ez a szócikk részben vagy egészben  a(z)   Моровица című bolgár Wikipédia-szócikk fordításán alapul.  Az eredeti cikk szerkesztőit annak laptörténete sorolja fel. Ez a jelzés csupán a megfogalmazás eredetét és a szerzői jogokat jelzi, nem szolgál a cikkben szereplő információk forrásmegjelöléseként.